# Hiroki
Hiroki (jap. ひろき, ヒロキ) – męskie imię japońskie.

## Możliwa pisownia
Hiroki można zapisać, używając wielu różnych znaków kanji i może znaczyć m.in.:
- 弘樹, „rozległy, drzewo”[1]
- 裕樹, „dostatek, drzewo”
- 洋樹, „ocean, drzewo”
- 広樹, „szeroki, drzewo”
- 大樹, „duży, drzewo”
- 寛貴, „hojny, cenny”
- 裕貴, „dostatek, cenny”
- 洋貴, „ocean, cenny”
- 浩輝, „obfity, jasność”
- 大城, „duży, zamek”
- 大起, „duży, wzrastać”

## Znane osoby
- Hiroki (大城), perkusista japońskiego zespołu D
- Hiroki Endō (浩輝), japoński mangaka
- Hiroki Hokama (弘樹), wokalista japońskiego zespołu Orange Range
- Hiroki Kikuta (裕樹), japoński twórca gier komputerowych i kompozytor muzyki
- Hiroki Kokubo (裕紀), japoński baseballista
- Hiroki Kōsai (洋樹), japoński astronom
- Hiroki Matsukata (弘樹), japoński aktor
- Hiroki Narimiya (寛貴), japoński aktor
- Hiroki Nonogaki, japoński narciarz, specjalista narciarstwa dowolnego
- Hiroki Sakai (宏樹), japoński piłkarz
- Hiroki Sakanashi (ひろき), członek japońskiego zespołu nobodyknows+
- Hiroki Shimowada (裕貴), japoński seiyū
- Hiroki Suzuki (裕樹), japoński aktor i piosenkarz
- Hiroki Takahashi (広樹), japoński seiyū
- Hiroki Yamada (大起), japoński skoczek narciarski
- Hiroki Yasumoto (洋貴), japoński seiyū
- Hiroki Yoshimoto (大樹), japoński kierowca wyścigowy

## Postacie fikcyjne
- Hiroki Kamijō (弘樹), główny bohater mangi i anime Junjō Egoista
- Hiroki Sugimura (弘樹), postać z serii Battle Royale